# Magda Cazanga
Magda Alfredo Cazanga (28 de maio de 1991) é uma handebolista angolana.

## Carreira
Magda Cazanga representou a Seleção Angolana de Handebol Feminino nos Jogos Olímpicos de Verão de 2016, que chegou as quartas-de-finais.